# Distretto di Bucak
Il distretto di Bucak (in turco Bucak ilçesi) è uno dei distretti della provincia di Burdur, in Turchia.